# Antonina (cràter)
Antonina és un cràter d'impacte en el planeta Venus de 13,8 km de diàmetre. Porta el nom d'un antropònim rus, i el seu nom va ser aprovat per la Unió Astronòmica Internacional el 1985.